# Freie Universität Bozen
Die Freie Universität Bozen (englisch Free University of Bozen-Bolzano; italienisch Libera Università di Bolzano; ladinisch Universitá Liedia de Bulsan), 1997 in Bozen gegründet, umfasst fünf Fakultäten. Im Gegensatz zu anderen Universitäten in Italien wird sie nicht vom italienischen Staat, sondern von der Autonomen Provinz Bozen – Südtirol betrieben und finanziert. Sie gehört zusammen mit den Universitäten Innsbruck und Trient zu den größten Bildungseinrichtungen der Europaregion Tirol–Südtirol–Trentino. Neben ihrem Hauptsitz in Bozen unterhält die Universität auch Standorte in Brixen und Bruneck. Zudem ist die Hochschule mit mehreren Laboren am NOI Techpark Südtirol vertreten.

Siegel der Universität

Die Universität bietet ihre Lehrveranstaltungen in den verschiedenen Studiengängen auf Deutsch, Englisch und Italienisch an. Außerdem werden an der Fakultät für Bildungswissenschaften einzelne Lehrveranstaltungen in ladinischer Sprache angeboten. Die Studienbewerber müssen sich sprachlichen Aufnahmeverfahren unterziehen.

## Geschichte

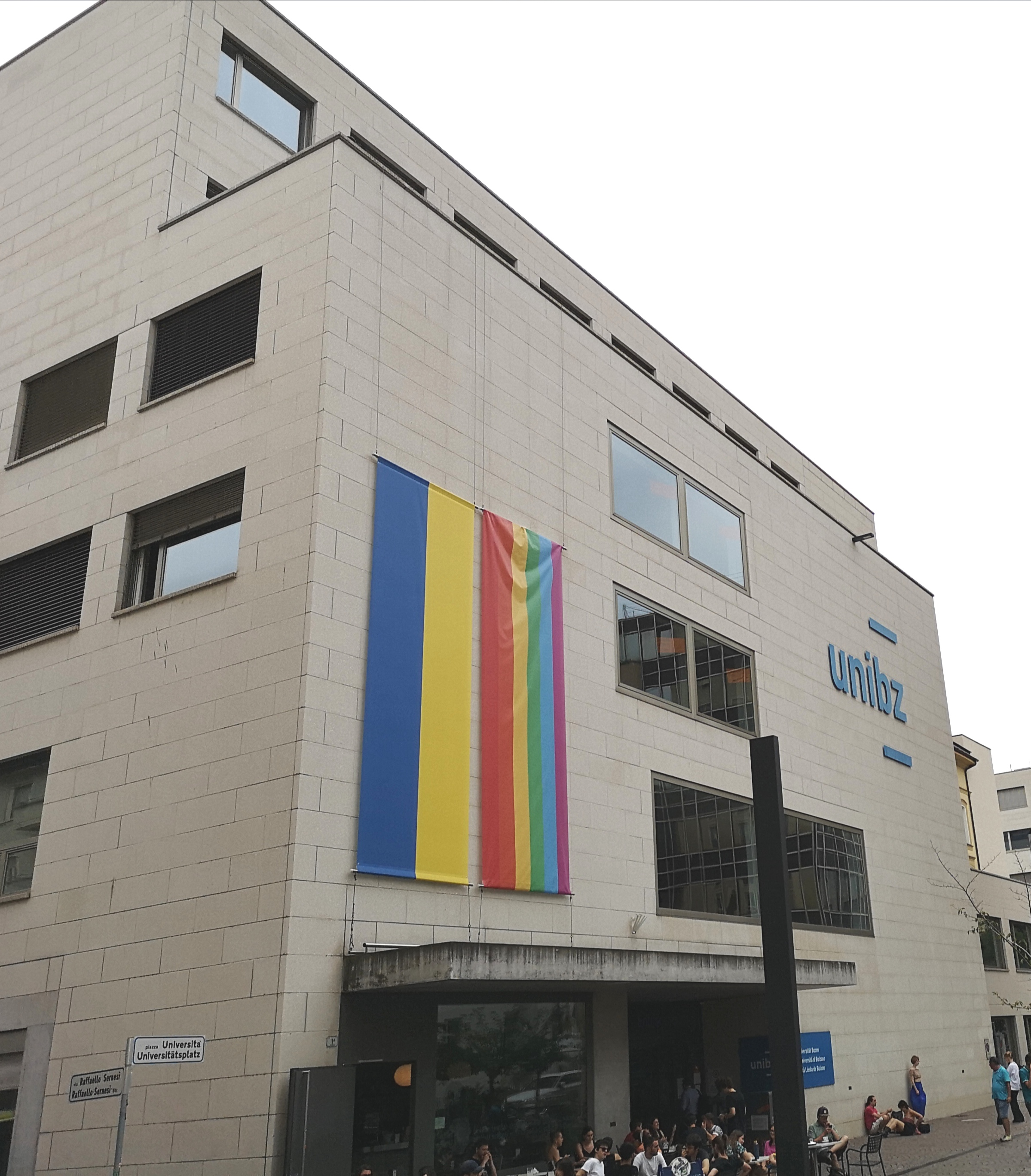
Das Hauptgebäude in Bozen am Universitätsplatz

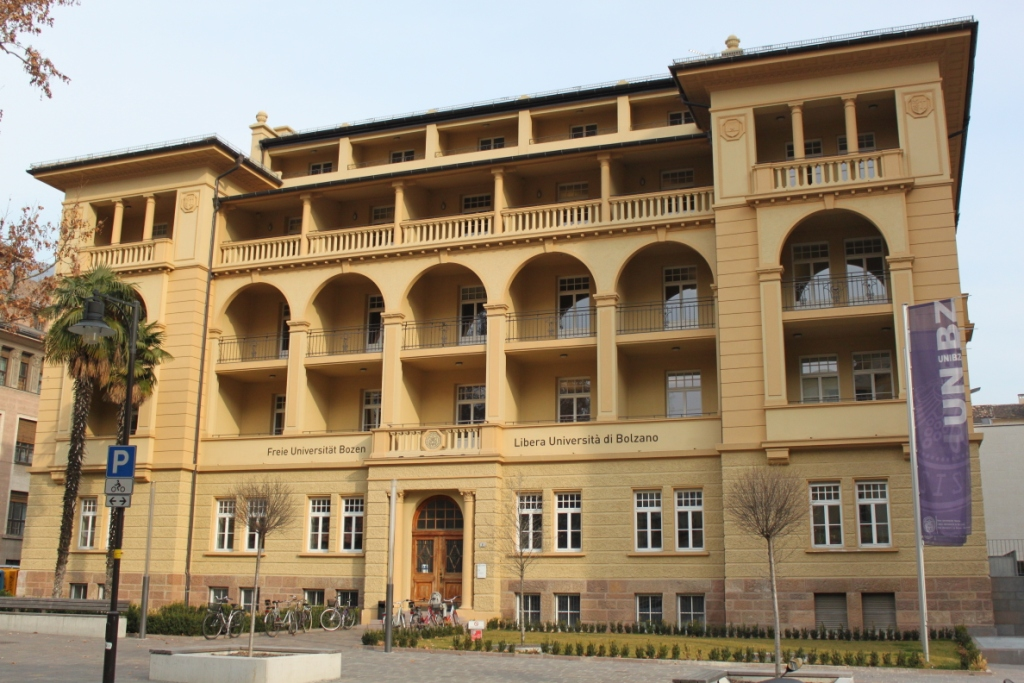
Rektoratsgebäude in Bozen

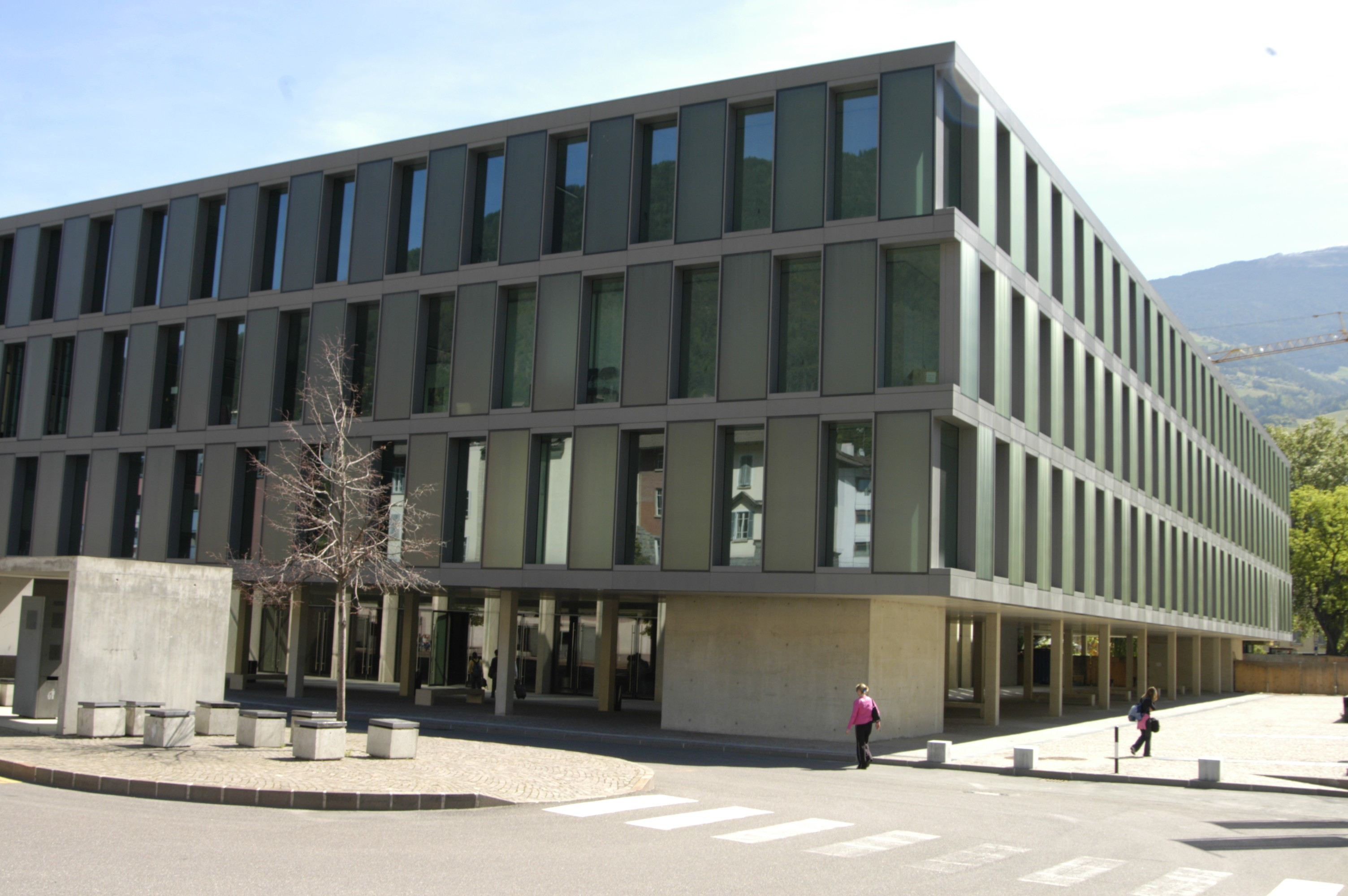
Standort in Brixen

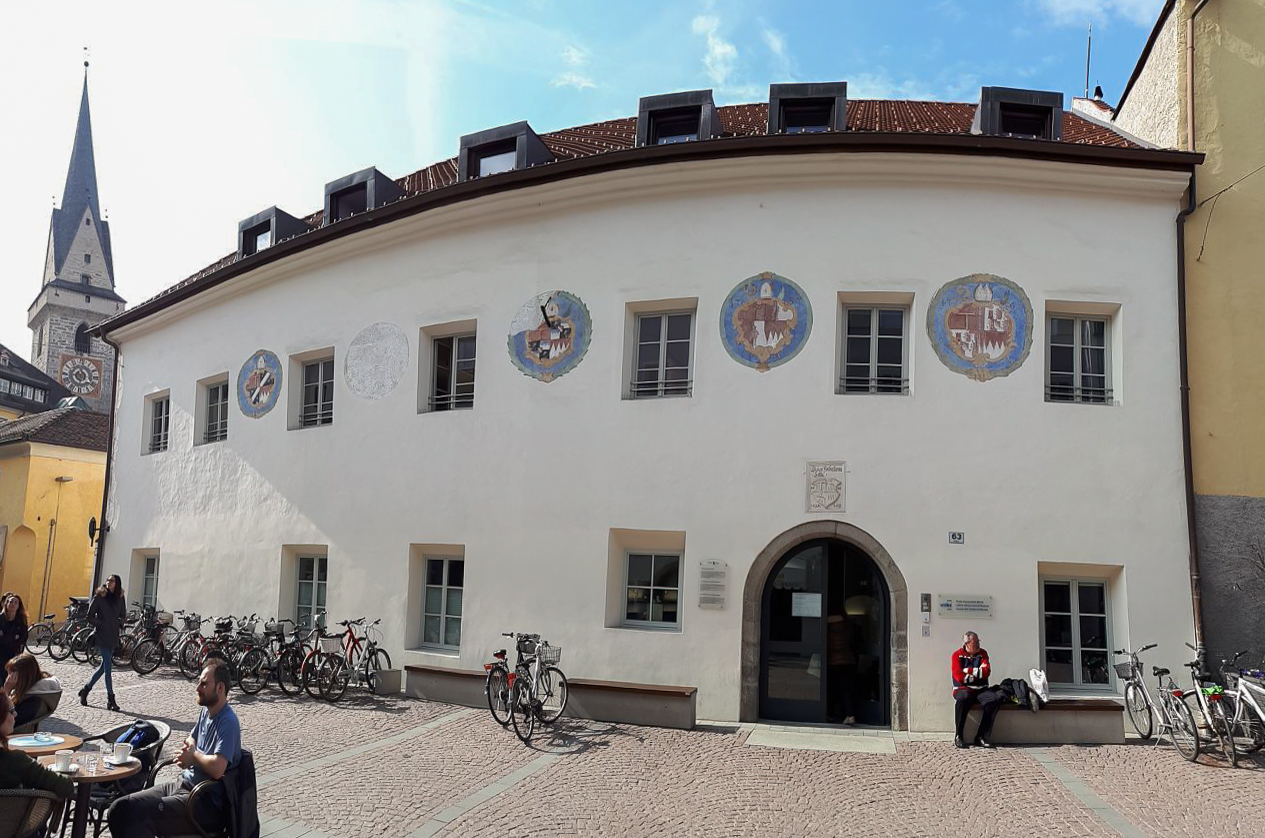
Standort in Bruneck

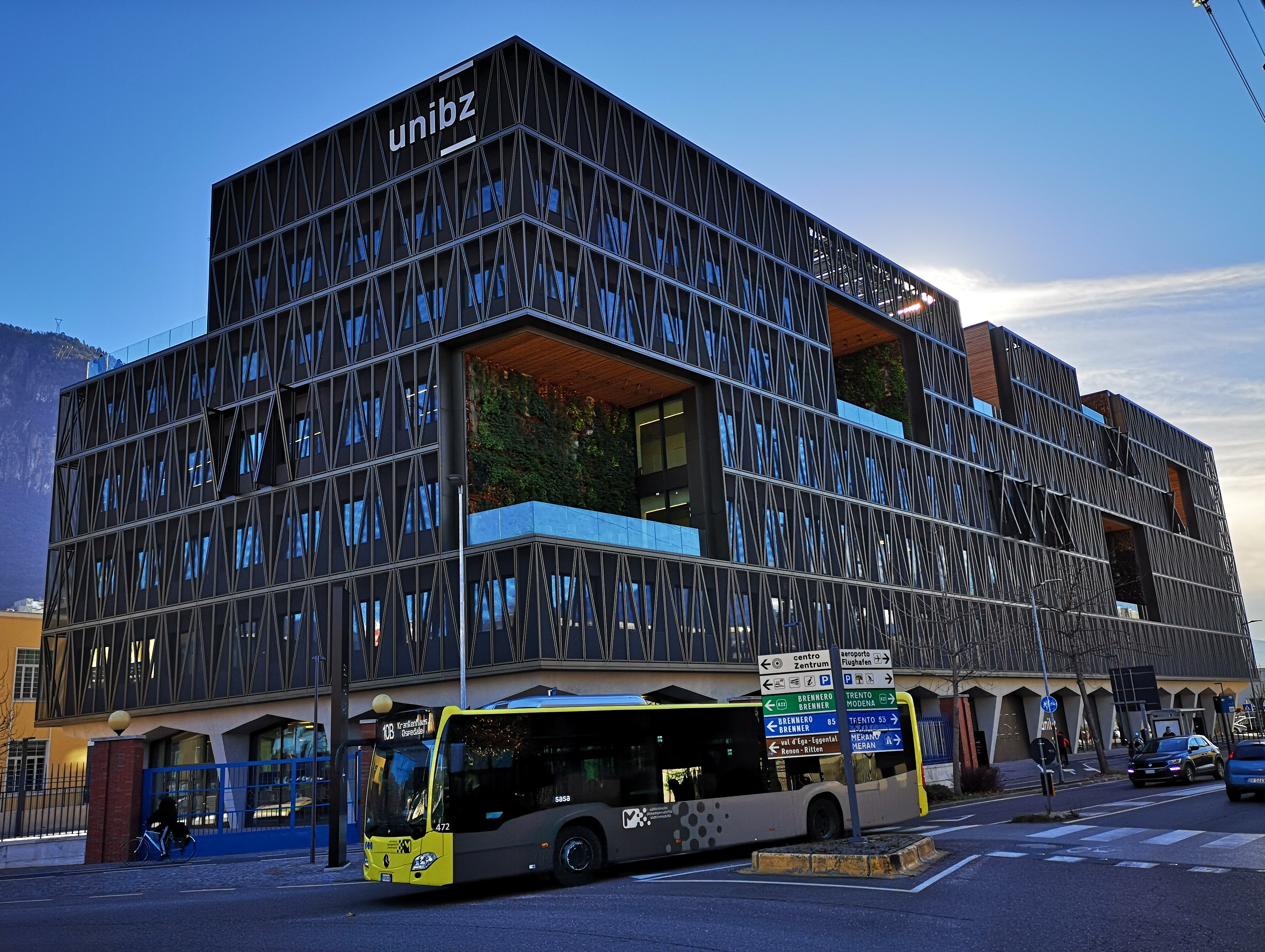
Fakultät für Ingenieurswissenschaften (Industriegebiet Bozen)

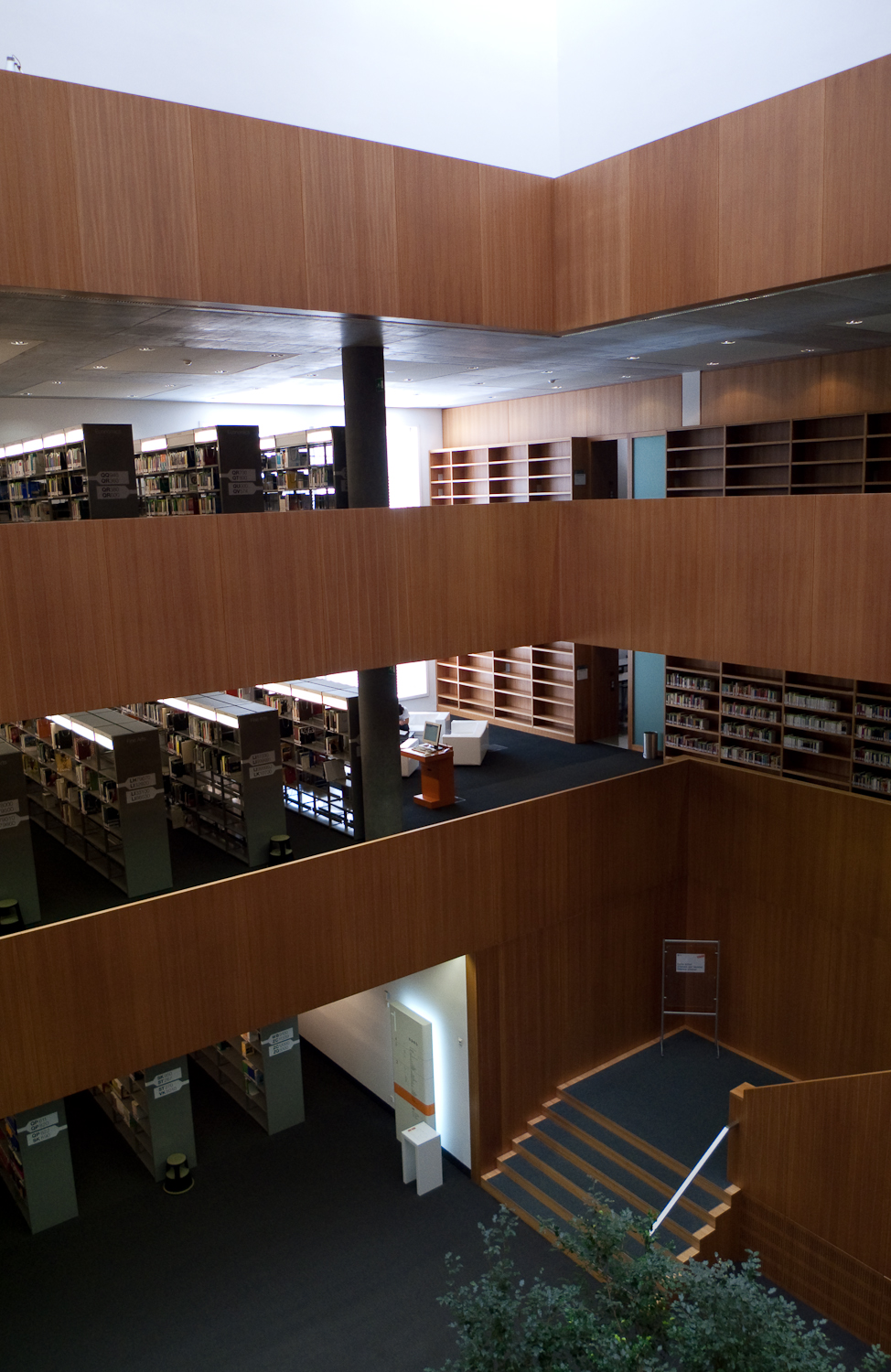
Universitätsbibliothek Bozen

Die Gründung erfolgte 1997 durch die Südtiroler Landesregierung mit zwei Fakultäten (Wirtschaftswissenschaften in Bozen und Bildungswissenschaften in Brixen), der Gründungsakt wurde am 31. Oktober unterzeichnet. 1998 wurde die Bibliothek der Freien Universität Bozen eröffnet. Es folgten die Fakultäten für Informatik und für Design und Künste. Die letzte Fakultätsgründung erfolgte im Jahr 2007 mit der Fakultät für Naturwissenschaften und Technik.
Der innerstädtisch gelegene Gebäudekomplex in Bozen zwischen Universitätsplatz, Sparkassenstraße und Spitalgasse wurde von den Zürcher Architekten Matthias Bischoff und Roberto Azzola geplant, die einen international ausgeschriebenen Architekturwettbewerb für sich entscheiden konnten. Der Brixner Standort wurde ebenfalls als Ergebnis einer internationalen Auslobung nach einem Entwurf der Stuttgarter Architekten Regina Kohlmayer und Jens Oberst 2004 gebaut.

## Fakultäten und Studiengänge
- Fakultät für Wirtschaftswissenschaften
  - Bachelor in Wirtschaftswissenschaften und Betriebsführung
  - Bachelor in Ökonomie und Sozialwissenschaften
  - Bachelor in Tourismus-, Sport- und Eventmanagement (am Standort Bruneck)
  - Master in Unternehmensführung und Innovation
  - Master in Verwaltung und Politik öffentlicher Institutionen
  - Master in Accounting und Finanzwirtschaft
  - Master in Tourismusmanagement
  - PhD in Management and Economics
- Fakultät für Ingenieurwesen
  - Bachelor in Elektrotechnik und Cyber-Physische Systeme
  - Bachelor in Holzingenieurwesen (berufsbildender Bachelor)
  - Bachelor in Industrie- und Maschineningenieurwesen
  - Bachelor in Informatik
  - Bachelor in Wirtschaftsinformatik
  - Master in Computational Data Science
  - Master in Computational Logic
  - Master in Environmental Management of Mountain Areas
  - Master in Energy Engineering
  - Master in Industrial Mechanical Engineering
  - Master in Software Engineering for Information Systems
  - PhD in Advanced-Systems Engineering
  - PhD in Computer Science
  - PhD in Sustainable Energy and Technologies
- Fakultät für Design und Künste
  - Bachelor in Design und Künste, Studiengang Design
  - Bachelor in Design und Künste, Studiengang Kunst
  - Master in Eco-Social Design
- Fakultät für Agrar-, Umwelt- und Lebensmittelwissenschaften
  - Bachelor in Agrar-, Lebensmittel- und Bergumweltwissenschaften
  - Bachelor in Gastronomie und Önologie in Bergregionen
  - Master in Environmental Management of Mountain Areas
  - Master in Food Sciences for Innovation and Authenticity
  - Master in Horticultural Science
  - Master in Viticulture, Enology and Wine Marketing
  - PhD in Mountain Environment and Agriculture
  - PhD in Food Engineering and Biotechnology
- Fakultät für Bildungswissenschaften (Standort Brixen)
  - Bachelor in Sozialarbeit
  - Bachelor in Sozialpädagogik
  - Bachelor in Kommunikations- und Kulturwissenschaften
  - Master in Bildungswissenschaften für den Primarbereich
  - Master in Innovation in Forschung und Praxis der sozialen Arbeit
  - Master in Musikologie
  - Master in Angewandter Linguistik
  - PhD in Allgemeiner Pädagogik, Sozialpädagogik, Allgemeiner Didaktik und Fachdidaktik

## Forschungszentren
2004 wurde das Kompetenzzentrum Sprachen eingerichtet, das sich mit Spracherwerb, Sprachenlernen und generell mit mehrsprachigen Interaktionsformen befasst. Geleitet wird es von der Sprachwissenschaftlerin Rita Franceschini. Von 2013 bis 2024 bestand an der unibz auch das Zentrum für Regionalgeschichte, dessen Leitung der Historiker Oswald Überegger innehatte.

## Rankings
In den THE World University Rankings lag die Freie Universität Bozen 2021 in der Platzgruppe 401–500, im Jahr 2024 in der Platzgruppe 351–400.

## Leitung

### Präsidenten
- 1997–2002 Luis Durnwalder
- 2002–2006 Friedrich Schmidl
- 2006–2010 Hanns Egger
- 2010–2018 Konrad Bergmeister
- 2018–0000 Ulrike Tappeiner

### Rektoren
- 1998–2003 Alfred Steinherr
- 2003–2004 Johann Drumbl
- 2004–2008 Rita Franceschini
- 2008–2016 Walter Lorenz
- 2017–2024 Paolo Lugli
- 2024–0000 Alex Weissensteiner

## Studentische Aktivitäten

### Studentenvertreter
Die Wahlen der Studentenvertreter finden im Regelfall alle zwei Jahre statt. Sie können jedoch auch zwischen zwei Wahlterminen im Zeitraum von November bis Januar auf Antrag der Studentenvertreter ausgerufen werden, wenn Ämter unbesetzt sind. Gewählt werden gemäß der Wahlordnung in der Fassung vom Oktober 2010 studentische Vertreter für den Universitätsrat (ein Sitz), den Senat (zwei Sitze – einer für Bozen, einer für Brixen), die Fakultätsräte (zehn Sitze, zwei pro Fakultät), die Studiengangsräte sowie den Beirat für Chancengleichheit (zwei Sitze). Die ersten Studentenvertreterwahlen haben 2002 stattgefunden.

### Kikero
Kikero (Eigenschreibweise kikero) ist ein Freizeit- und Kulturverein, der bereits kurz nach Gründung der Universität ins Leben gerufen wurde. Er organisiert regelmäßige Veranstaltungen wie beispielsweise den Debattierclub und feste jährliche Projekte wie den Universitätsball. Auch das Print-Magazin flyer wird von kikero herausgegeben.

### S.C.U.B.
Der Sports Club University Bolzano kümmert sich um die Organisation regelmäßiger sportlicher Aktivitäten und Trainings. Einmal im Jahr werden die Bolzano Snowdays veranstaltet, zu denen Studenten aus zahlreichen Universitäten Europas eingeladen werden. Mit dabei waren unter anderem Studenten von Universitäten aus Spanien, Deutschland, Österreich, Frankreich und Italien. 

### Südtiroler HochschülerInnenschaft
Die Südtiroler HochschülerInnenschaft ist die größte Südtiroler Studentenvertretung. Neben dem Hauptsitz in Bozen gibt es sieben Außenstellen in großen Universitätsstädten in Österreich und Italien. Die sh.asus wurde 1955 gegründet, das Hauptaugenmerk der Tätigkeit ist die gewerkschaftliche Interessensvertretung der in Südtirol Studierenden und der Südtiroler Studierenden im Ausland. Die sh.asus definiert sich als interethnischer Verein.